# SN 1997du
SN 1997du – supernowa typu II odkryta 30 października 1997 roku w galaktyce E241-G22. W momencie odkrycia miała maksymalną jasność 18,00m.